# Billy Fayard
Al Francis „Billy“ Fayard Jr. (* 25. Februar 1941  in Gretna, Jefferson Parish, Louisiana; † 8. Februar 2012 ebenda) war ein US-amerikanischer Rhythm-&-Blues-Musiker (Gesang, Schlagzeug) und Clubbesitzer.

## Leben und Wirken
Billy Fayard, der aus dem Raum New Orleans stammte, gründete um 1955 die Formation The Belmonts; danach diente er 4½ Jahre bei der US-Armee. Nach seiner Entlassung war er ab Anfang der 1960er Jahre Mitglied der Formation The Stokes, die in der Zusammenarbeit mit Allen Toussaint mit dem Titel Whipped Cream (1965) regionalen Erfolg hatte; die Nummer wurde später durch Herb Alpert and the Tijuana Brass populär. Mit Allen Toussaint nahm er auch ein Album auf (Whipped Cream & Other Delights); mit The Stokes spielte er insgesamt für das kleine Label Alon sieben Singles ein, die jedoch wenig erfolgreich waren. Die Band wirkte auch bei Tossaints Nummer Go Back Home / Poor Boy, Got To Move bei Alon mit. Unter seinem wirklichen Namen Al Fayard nahm er den von Toussaint arrangierten Titel Doin' Sumpin auf. Als Al D. F. Fayard komponierte er den Titel Hot Tamales, der 1968 von Allen Toussaint und Art Neville unter der Bandbezeichnung The Prime Mates eingespielt wurde.
Fayard arbeitete auch einige Zeit in Killeen, Texas in Ike & Tina Turners Begleitband. Unter dem Pseudonym K.C. Russell nahm er Yuka Chuka Tee Ta Ta für das Label Tower auf. Anfang 1971 spielte er im Cellar Club in seinem Heimatort Gretna. 1973–75 war er einer der Manager des örtlichen semiprofessionellen Football-Teams Gretna Bengals. 1976 eröffnete er den Fat Cat Club, 1988 war er Miteigentümer des Celebrity Club; 1991 führte er auf der Bourbon Street in New Orleans den Club Jelly Rom's, in dem er mit eigener Big Band spielte. Ab 1995 führte er den Nachtclub Caddy Shack. Fayard starb mit 70 Jahren an den Folgen einer Schussverletzung.

## Diskographische Hinweise
- Stokes – Whipped Cream / Piecrust – 1965
- Al Rayard (sic) – Doin' Sumpin – Part 1 / Doin' Sumpin – Part 2 – 1965
- Allen Toussaint – Go Back Home / Poor Boy, Got to Move – 1965
- Stokes – Banana Split / The Fat Cat – 1965
- The Stokes – Bump Bump / We Did It Again – 1965
- Bill Fayard – I Don't Know / I Get Mad So Mad – 1965
- Stokes – One Mint Julep / Young Man Old Man – 1966
- Stokes – Lock Stock And Barrel / Crystal Ball – 1966